# دانشنامه کودکان و نوجوانان آکسفورد
دانشنامه کودکان و نوجوانان آکسفورد (به انگلیسی: Oxford Children's Encyclopedia) یکی از دانشنامه‌های کودکان و نوجوانان است.

## ترجمهٔ فارسی
ترجمهٔ فارسی این کتاب در سال ۱۳۸۰ منتشر و در مراسم کتاب سال جمهوری اسلامی ایران به‌عنوان کتاب برگزیده معرفی شد.